# Lambda Aquilae
Lambda Aquilae (λ Aql) – gwiazda w gwiazdozbiorze Orła. Jej obserwowana wielkość gwiazdowa to 3,43m, jest ona na tyle jasna, by być dostrzegalną gołym okiem. Z pomiarów paralaksy wynika, że znajduje się w odległości około 125 lat świetlnych (38 parseków) od Ziemi.

## Nazwa
Gwiazda ta ma tradycyjną nazwę Al Thalimain, która pochodzi od arabskiego ‏الثالمين‎ al-thalīmain, „dwa strusie”. Dzieli tę nazwę z bliską ι Aquilae. Dla odróżnienia do nazwy pierwszej gwiazdy dodaje się łaciński człon Prior, „przednia” (jako że wcześniej wschodzi na niebie).

## Właściwości
Lambda Aquilae jest gwiazdą ciągu głównego, typu widmowego B9 Vn, co oznacza że, podobnie jak Słońce, w jądrze gwiazdy zachodzą reakcje syntezy wodoru. Ma ona ok. trzy razy większą masę niż Słońce i około 55 razy większą jasność; jej powierzchnia ma temperaturę efektywną (11 780 ± 500) K. Ta temperatura daje Lambda Aquilae niebiesko-białą barwę, charakterystyczną dla gwiazd typu widmowego B. Lambda Aquilae była jedną z najmniej zmiennych gwiazd, obserwowanych przez satelitę Hipparcos. Jest podejrzana o bycie gwiazdą typu Lambda Boötis, ma wiek około 160 milionów lat.
Gwiazda ta leży około 5° od płaszczyzny dysku galaktycznego i około 30° od kierunku do centrum Galaktyki. W tym regionie nieba znajduje się wiele innych obiektów, z czego co najmniej 55 znajduje się w odległości 10 sekund kątowych od gwiazdy. Badania wskazują, że gwiazda nie ma towarzyszy z prawdopodobieństwem 85%. Mimo to, jest podejrzewana o bycie gwiazdą spektroskopowo podwójną. Oznacza to, że na orbicie wokół tej gwiazdy może znajdować się nie zaobserwowane dotąd ciało, którego obecność ujawnia się poprzez przemieszczenia linii absorpcyjnych w widmie gwiazdy, wywołane efektem Dopplera. Na podstawie szerokości tych linii stwierdzono, że gwiazda obraca się wokół osi z dużą prędkością; prędkość liniowa mierzona na jej równiku to 103 km/s (z dokładnością do sinusa nachylenia osi obrotu gwiazdy do kierunku obserwacji).

## Sonda Pioneer 11
Sonda kosmiczna Pioneer 11, wystrzelona w kwietniu 1973 roku, od września 1979 roku (przelot w pobliżu Saturna) podąża po trajektorii prowadzącej ku gwieździe Lambda Aquilae. Szacuje się, że za około 4 miliony lat dojdzie do największego zbliżenia sondy do tej gwiazdy, przy założeniu, że sonda nie uderzy w jakieś małe ciało niebieskie (np. obiekt z obłoku Oorta). NASA zaprzestała kontaktu z Pioneerem 11 w listopadzie 1995, ponieważ zasilanie sondy było już zbyt słabe, aby przekazywać dane.